# タマン・ジャヤ駅
タマン・ジャヤ駅 （タマン・ジャヤえき、マレー語:Stesen Taman Jaya）は、マレーシアのクアラルンプールにある、ラピドKLクラナ・ジャヤ線の駅である｡

## 歴史
- 1998年9月1日開業

## 駅構造
相対式ホーム2面2線をもつ高架駅である。